# Дубоссари
Дубосса́ри (або Дубосари, Дубесар, рум. Dubăsari, Дубэсарь) — місто в Молдові на лівому березі річки Дністра. Розташоване за 50 км від залізничної станції Кишинів. Розташоване на території невизнаної Придністровської Молдавської Республіки. 35 % населення міста — українці.

## Етимологія
Назва Дубоссари виникла від татарського слова «Тембосари» або «Дембосари», що означає «Жовті пагорби».
За іншою версією, назва міста відбулася від назви човнів — «дубасів», виготовлених з дуба

## Населення
- 1897 — 12 089
- 1923 — 7605[8]
- 1939 — 4520[9]
- 1959 — 12 435
- 1970 — 17 289
- 1979 — 27 542
- 1989 — 35 806
- 2004 — 23 650

## Історія

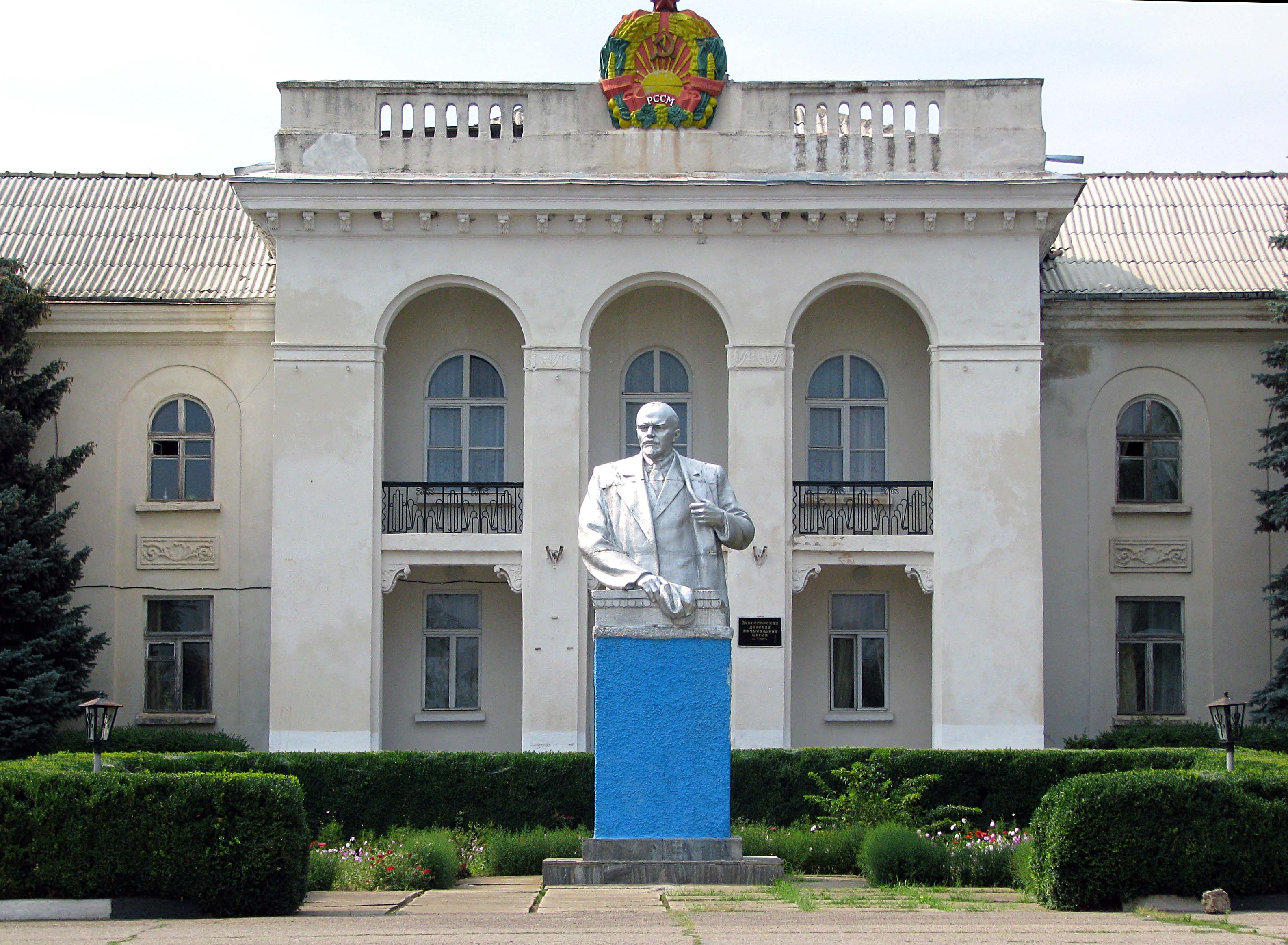
Пам'ятник Леніну

У районі міста виявлені пам'ятники кам'яної доби, скіфські кургани (у тому числі поховання проводирів скіфських племен VI—IV вв. до н. е.), пам'ятники Трипільської і Черняхівської культур, пам'ятники раннього середньовіччя й залишки слов'янського поселення.
Перші письмові згадки про тодішнє поселення Дубоссари датуються 1523 роком, як ярмарок, де проживали молдавські селяни. Також тим роком засвідчується, що в ті часи поселення належало Річі Посполитій, але під управлінням молдавських князів. З 1774 року, під час російсько-турецької війни, у Дубоссарах розміщувалася російські війська і адміністрація. Від російської адміністрації поселення отримало статус першого повітового міста, до складу якого увійшло 13 поселень Очаківської землі. Тут розміщувалися військові табори і шпиталь, для російського флоту будували невеликі судна, галери, дубаси. У 1780 році було закладено соборну церкву Успіння Пресвятої Богородиці. У 1791 році за Ясською угодою між Російською та Османською імперіями Дубоссари відійшли до складу Російської імперії. Місто отримало назву Нові Дубоссари і виконував функції прикордонного і повітового міста одночасно. 27 січня 1795 року Дубоссари увійшли до складу до Тираспольського повіту Вознесенського намісництва, а з 1806 р до Тираспольського повіту Херсонської губернії, як заштатне місто. У 1812 р, після звільнення Бессарабії від османів, Дубоссари втратило значення прикордонного міста і, зберігаючи статус заштатного, перетворився в глухе містечко. 
У 1859 році у заштатному місті мешкало 4823 особи (3113 осіб чоловічої статі та 2795 — жіночої), налічувалось 681 дворове господарство, існували 2 православні церкви, православна каплиця, єврейська синагога та 3 молитовні школи, лікарня, поштова станція, фонтан, 10 фабрик та заводів, 21 млин, відбувалось ярмарки 3 рази на рік та базари з рази на тиждень. Населення займалося переважно вирощуванням овочів, фруктів, тютюну (особливо славився «Дубоссарський» тютюн), риболовлею (навіть за кордон вивозилася осетрова ікра), лісосплавом. Діяли салотоплений, свічковий, шкіряний заводи, млини. Але населення жило в суцільний бідності через низку непосильних податків. Часто спалахували епідемії холери, чуми, тифу. Спостерігалася висока смертність (з 178 народжених — 100 вмирали у віці до 1 року). 

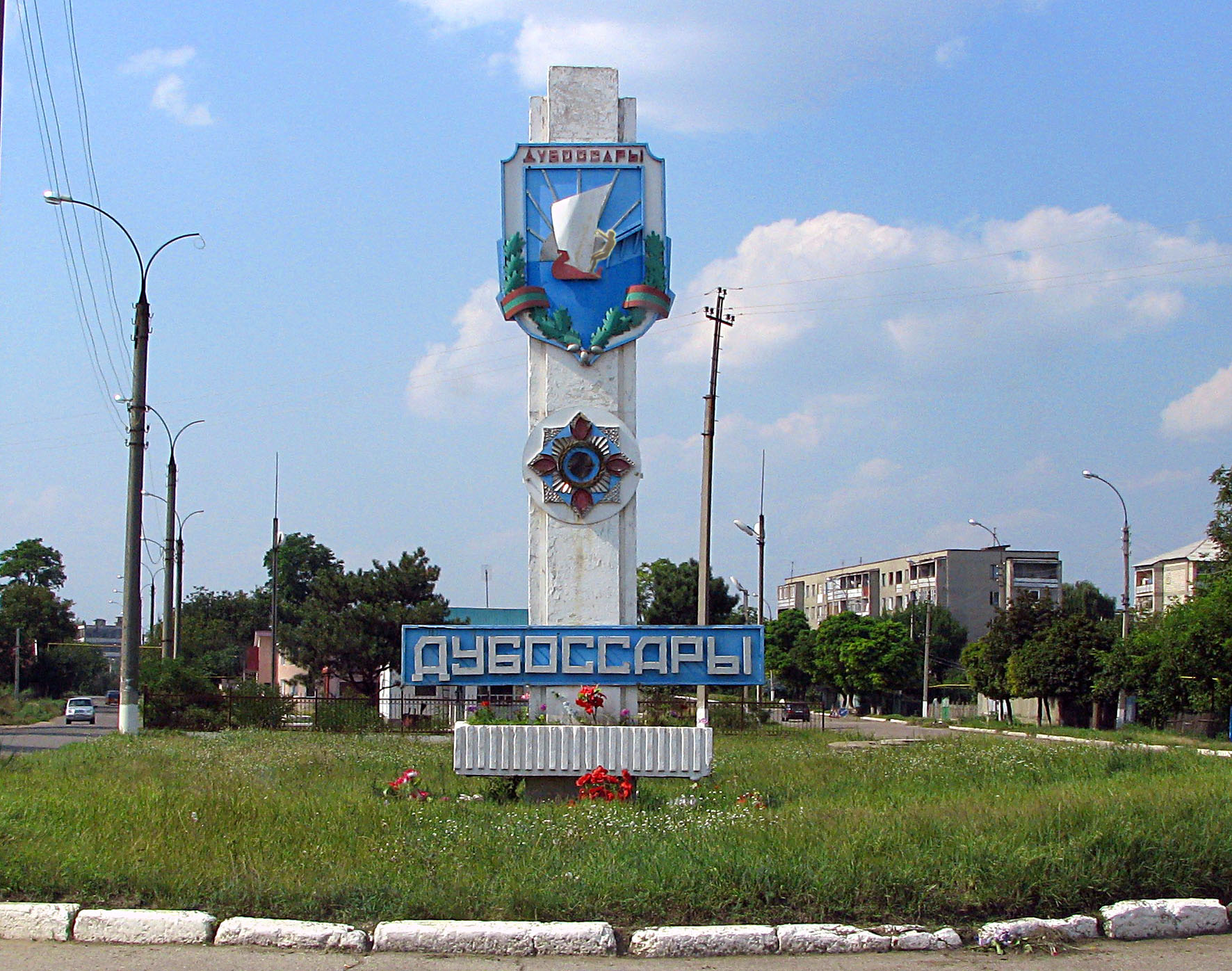
Герб міста

За переписом населення 1910 року Дубоссари являли собою 
|  | заштатне містечко Тираспольського повіту Херсонської губернії, у господарському відношенні — торговельний пункт. У місті 1427 будов, з них 1037 кам'яним і напівкам'яним, критим залізом — 175, черепицею — 100, соломою — 617, шинцелью — 535. Одна будова припадає на 8 жителів. Вулиць і провулків — 80, на одній вулиці є тротуари, є дві площі не мощені…У місті 10 постоялих дворів, 2 трактири, 7 пивних і винних ларьків, 8 візників. Лікарень — 2 на 37 ліжок, аптек — 10 і 3 аптечних магазини, 3 лікаря (чоловіків), 5 фельдшерів, 2 дантиста, 2 оспопрививателя, 4 акушерки й сповитухи. На одне лікарняне місце припадає 308 жителів, на одну аптеку — 1139 жителів, на один лікаря — 3793 жителя. У місті 5 церков, 5 початкових шкіл, 15 учителів, з них жінок — 5, учнів — 652, бібліотека, друкарня. Фабрик і заводів немає. При виборах міського самоврядування — 447 жителів мають право голосу (1 з 13). Суспільних будинків у місті 6, загальною вартістю 207 000 рублів. Середній за три роки бюджет міста: по дохідній частині — 31 700 і по видатковій частині теж 31 700. У тиждень улаштовується два базари, продається худоба, коні, хліб. Є в місті суспільство взаємного кредиту, 2 ощадкаси, 4 страх агента, нотаріальна контора |

.

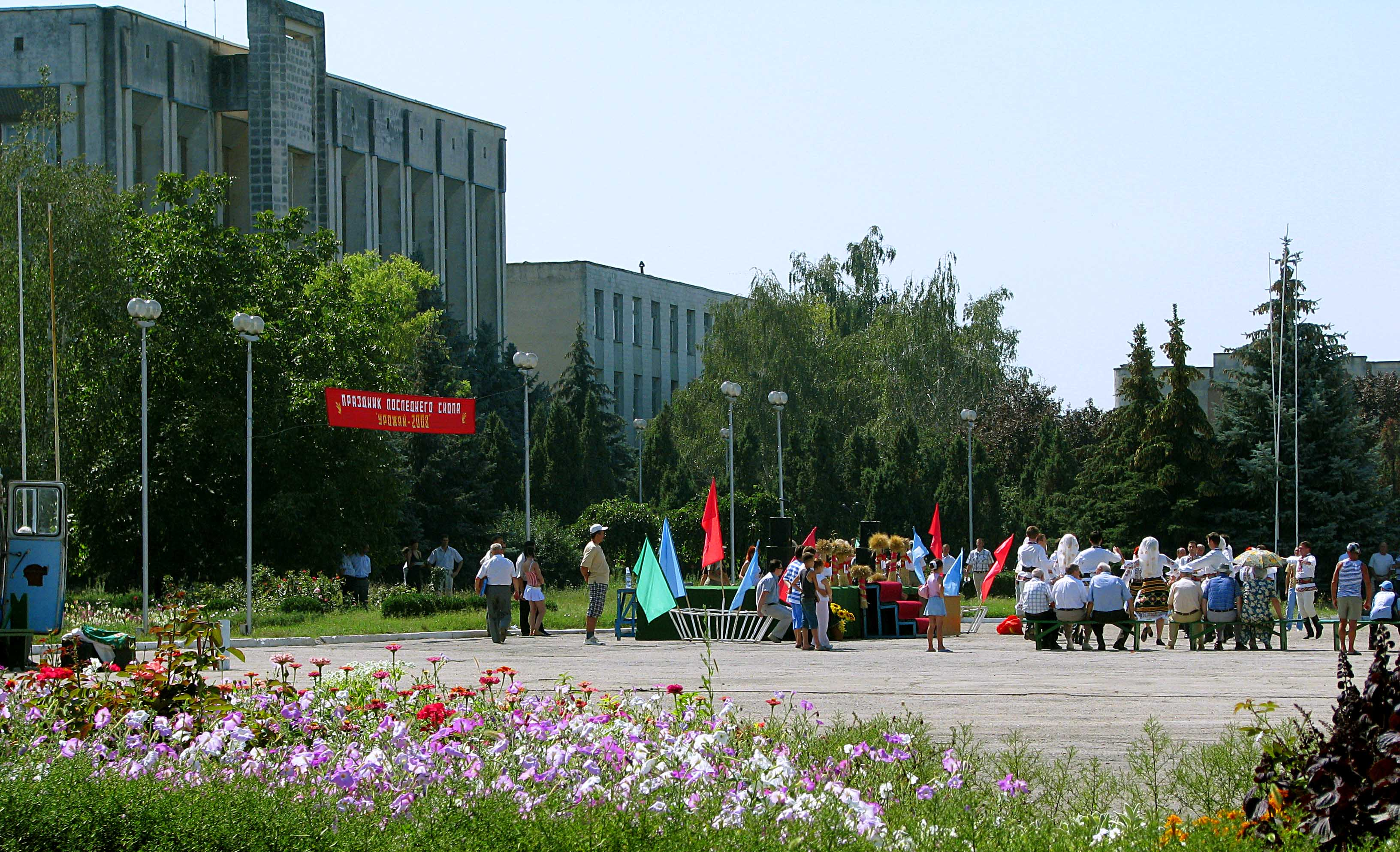
Площа Перемоги

В 1912 році заснований пункт по сушінню й тюканню тютюну, перетворений пізніше в тютюново-ферментаційний завод.
У 1924 році Дубоссари став районним центром Молдавської АРСР.
Станом на 1 січня 1938 року в місті діяли 4 заводи, 7 промартілей, олійниця, млин, електростанція, у самому районі діяли 2 радгоспи, 35 колгоспів, 2 ферми ВРХ. 20 жовтня 1938 р. віднесено до категорії смт.
З 2 серпня 1940 р. — районний центр Молдавської РСР. 
З 27 липня 1941 по 12 квітня 1944 року в роки Другої світової війни знаходився під німецько-румунським контролем у складі губернаторства Трансістрія. При звільненні Дубосарського району загинуло 4589 бійців червоної армії. На фронтах німецько-радянської війни з Дубосарського р-ну загинуло 2732 призовники 1944 року. З кінця липня 1941 року каральний румунський загін приступив до зачистки Бессарабії, Придністров'я і півдня України від євреїв. Жінок, старих і дітей зганяли в Дубоссари. У місті було створено гетто на тютюновій фабриці. Потім гітлерівці приступили до безпосередньої ліквідації ромів та ін. національностей. З 12 вересня по 28 вересня було розстріляно, за різними оцінками, від 6 до 18,5 тис. осіб.

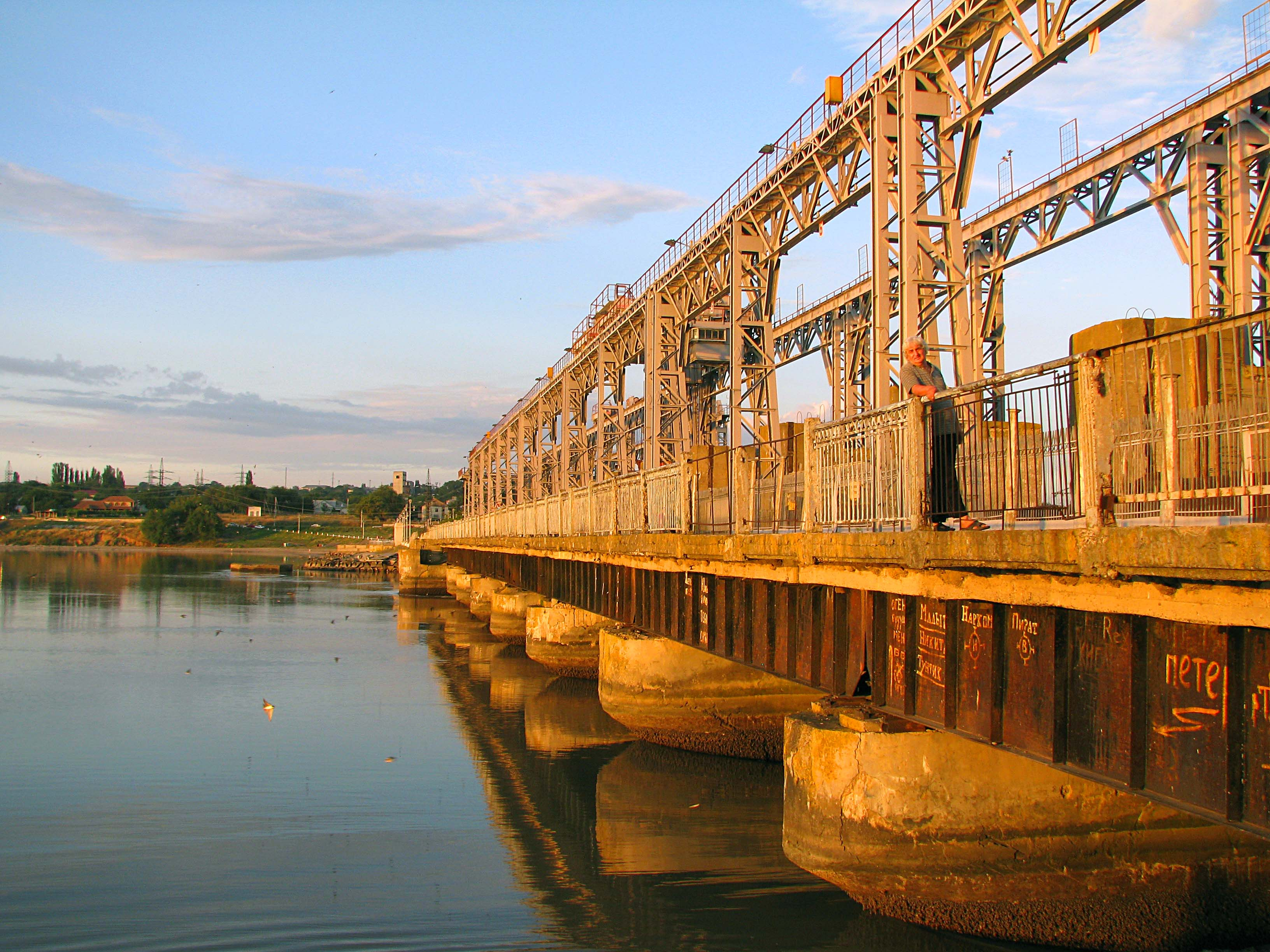
Дубоссарська ГЕС

У 1951-1954 рр. будувалася перша на Дністрі електростанція — Дубоссарська ГЕС. Керівником будівництва ГЕС був Шутиков, ім'ям якого названа вулиця в місті. В 1954 році ГЕС запрацював потужністю 48 Мвт. У 50-70-х рр. з'являються нові житлові мікрорайони і вулиці, нові промислові підприємства, дитячі сади і школи, лікувальні заклади, установи культури і спортивні бази.
У 80-ті роки місто стає одним з кращих курортних міст МРСР. У 1987 р місту Дубоссари було присвоєно статус міста республіканського значення Молдавської РСР. Населення становило 32 тис. Чоловік. Станом на 1 січня 1989 року в місті діяли: НВО «Молдптахопром», швейна фабрика, молочний, тютюновий, консервний, комбікормовий, пиво-безалкогольний, а також механічний завод. 
2 вересня 1990 року місто увійшло до складу самопроголошеної Придністровської Молдавської Республіки.

## Економіка
У місті перебувають мехзавод, швейна фабрика, завод ЗБВ, ферментаційний тютюнокомбінат, винзавод «Букет Молдавії». На околицях Дубоссар діють шахти з видобутку котельця. У місті працює 5 шкіл і 2 ПТУ. В радянський час околиці міста представляли розвинену зону відпочинку республіканського значення. Значні збитки економіка міста зазнала в період придністровсько-молдовського конфлікту 1992 року.

## Відомі дубоссарці
- Арн (Арон) Бродський (1877, Дубоссари — 28 серпня 1925, Буенос-Айрес; в Аргентині — з 1904 року) — аргентинський єврейський (їдиш) літератор, журналіст; брав участь у збірнику «Аф Ди Брегн Фун Плата» (На берегах Ла-Плати, 1919) і ін.
- Василь Йовв — прем'єр-міністр Молдавії
- Казацкер Декабрина Вольфівна (1913—1983) — радянська шахістка і шашистка
- Микола Васильович Скліфософський — український хірург і організатор охорони здоров'я, який зробив значний внесок у розвиток медицини тодішньої Російської імперії, народився на хуторі біля Дубоссар[14][15].
- Янкл Янкелевич — єврейський (їдиш) поет, виріс у Дубоссарах
- Віталій і Дмитро Капранови (Брати Капранови) — сучасні українські письменники.

## Див. також

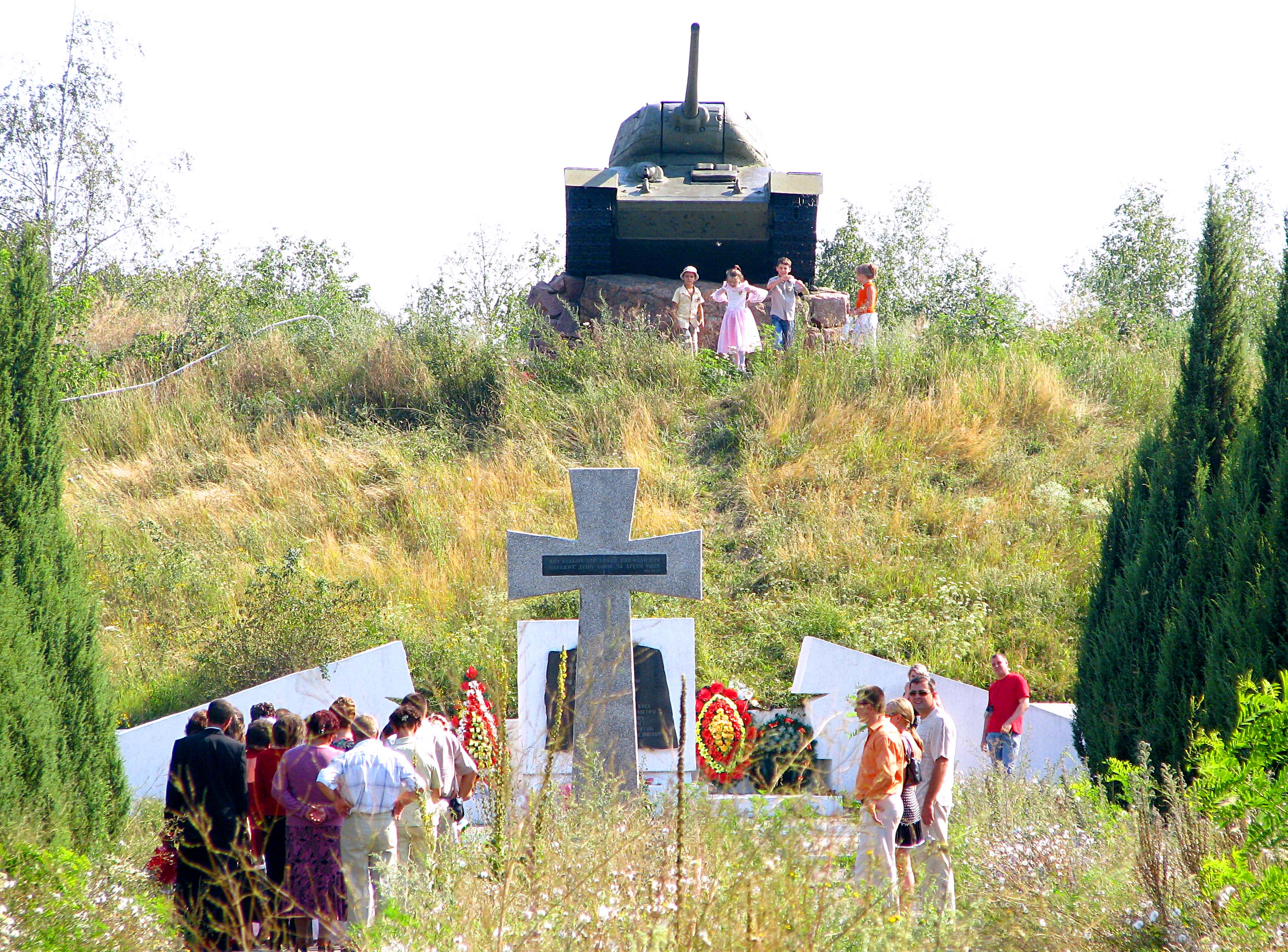
Курган Слави